# Pseudo-Bestimmtheitsmaß
Für allgemeine Regressionsmodelle deren Parameter durch Maximum-Likelihood-Schätzung gefunden werden, lassen sich verschiedene Pseudo-Bestimmtheitsmaße (notiert als {\displaystyle {\text{Pseudo-R}}^{2}}) definieren, die auf der Likelihoodfunktion basieren.

## Motivation
Im Falle einer linearen Regression beschreibt das Bestimmtheitsmaß den erklärten Anteil der Variabilität (Varianz) einer abhängigen Variablen {\displaystyle Y} durch ein statistisches Modell.
Bei einem nominalen oder ordinalen Skalenniveau von {\displaystyle Y} (z. B. bei Klassifikationen) existiert jedoch kein Äquivalent, da man die Varianz und damit ein {\displaystyle \mathrm {R^{2}} } nicht berechnen kann. 

## Das Pseudo-Bestimmtheitsmaß
Pseudo-Bestimmtheitsmaße sind so konstruiert, dass sie den verschiedenen Interpretationen (z. B. erklärte Varianz, Verbesserung gegenüber dem Nullmodell oder als Quadrat der Korrelation) des Bestimmtheitsmaßes genügen.
Sie sind dem {\displaystyle \mathrm {R^{2}} } in der Hinsicht ähnlich, dass dessen Werte ebenfalls im Intervall von 0 und 1 liegen und ein höherer Wert einer besseren Anpassung des Modells an die Daten entspricht. 

### Likelihood-basierte Maße

#### Maddalas / Cox & Snells Pseudo-R2
{\displaystyle \mathrm {R_{Maddala}^{2}} =1-\left({\frac {L_{0}}{L_{1}}}\right)^{2/n}},
mit
{\displaystyle L_{0}}: Nullmodell,
{\displaystyle L_{1}}: Modell mit erklärenden Variablen
{\displaystyle \mathrm {R_{Maddala}^{2}} \in [0,1)}
Vergleicht das Verhältnis der Werte {\displaystyle L_{0}} der Wert der Likelihood-Funktion, in dem die völlige Unabhängigkeit aller Variablen angenommen wird (Nullmodell oder Leermodell) und {\displaystyle L_{1}} der Likelihood-Funktionen unter Kenntnis des Zusammenhanges zwischen {\displaystyle Y} und {\displaystyle X_{i}} (volles Regressionsmodell). Je geringer dieses Verhältnis, desto größer die Verbesserung des ganzen Modells gegenüber dem Nullmodell. Maddalas {\displaystyle {\text{Pseudo-R}}^{2}} kann auch bei perfekter Vorhersage nie den Wert 1 erreichen.

#### Nagelkerkes / Cragg & Uhlers Pseudo-R2
{\displaystyle \mathrm {R_{Nagelkerke}^{2}} ={\frac {1-\left({\frac {L_{0}}{L_{1}}}\right)^{2/n}}{1-L_{0}^{2/n}}}},
mit
{\displaystyle L_{0}}: Nullmodell,
{\displaystyle L_{1}}: Modell mit erklärenden Variablen
{\displaystyle \mathrm {R_{Nagelkerke}^{2}} \in [0,1]}
Nagelkerkes Pseudo-R2 erweitert Maddalas Pseudo-R2, sodass durch eine Reskalierung ein möglicher Wert von 1 erreicht werden kann, wenn das vollständige Modell eine perfekte Vorhersage mit einer Wahrscheinlichkeit von 1 trifft.
Nagelkerke gab auch allgemeine Bedingungen für ein Pseudo-Bestimmtheitsmaß an:
1. Ein Pseudo-Bestimmtheitsmaß sollte mit dem Bestimmtheitsmaß {\displaystyle \mathrm {R^{2}} } übereinstimmen, wenn beide berechnet werden können.
2. Es sollte ebenfalls mit der Maximum-Likelihood-Schätzung des Modells maximiert werden.
3. Es sollte, zumindest asymptotisch, unabhängig vom Stichprobenumfang sein.
4. Die Interpretation sollte die durch das Modell erklärte Variabilität von {\displaystyle Y} sein.
5. Es sollte zwischen Null und Eins liegen. Bei einem Wert von Null sollte es keine Aussage über die Variabilität von {\displaystyle Y} machen; bei einem Wert von Eins, sollte es die Variabilität von {\displaystyle Y} vollständig erklären.
6. Es sollte keine Maßeinheit besitzen.

### Log-Likelihood-basierte Maße

#### McFadden R2
{\displaystyle \mathrm {R_{McFadden}^{2}} =1-{\frac {\ln L_{1}}{\ln L_{0}}}=1-{\frac {D_{1}}{D_{0}}}},
mit
{\displaystyle L_{0}}: Nullmodell,
{\displaystyle L_{1}}: Modell mit erklärenden Variablen
{\displaystyle D_{i}} die Devianz (Statistik) der entsprechenden Modelle
{\displaystyle \mathrm {R_{McFadden}^{2}} \in [0,1)}
Das Verhältnis der logarithmierten der Werte {\displaystyle L_{1}} und {\displaystyle L_{0}} der Likelihood-Funktion (Wahrscheinlichkeiten) spiegelt den Grad der Verbesserung des vollständigen Modells mit Prädiktoren gegenüber dem Nullmodell wider. Ein Modell mit einem größeren McFaddens hat eine bessere Anpassung gegenüber einem anderen Modell mit einem geringeren Wert.
Daumenregel: Bereits {\displaystyle 0{,}2<\mathrm {R_{McFadden}^{2}} <0{,}4} stellt eine besonders gute Anpassung des Modells dar.

#### McFaddens korrigiertes R2
{\displaystyle \mathrm {R_{McFadden_{korr.}}^{2}} =1-{\frac {\ln L_{1}-K}{\ln L_{0}}}}
Das korrigierte McFaddens bewertet die Anzahl der Prädiktoren {\displaystyle K} für die Anpassungsgüte eines Modells. Ähnlich dem korrigierten Bestimmtheitsmaß {\displaystyle {\bar {\mathrm {R} }}^{2}} verringern zu viele Prädiktoren, die dem Modell nicht genügend beitragen, die Effektivität eines Modells und schlagen sich negativ im korrigierten McFaddens {\displaystyle {\text{Pseudo-R}}^{2}} nieder. Somit sind Werte kleiner 0 möglich.

#### Aldrich / Nelsons R2
{\displaystyle \mathrm {R_{AldrichNelson}^{2}} =1-{\frac {2\cdot (\ln L_{1}-L_{0})}{2\cdot (\ln L_{1}-L_{0})+c\cdot n}}}, c = 1 (Probit-Modell), 3,29 (Logit-Modell)
{\displaystyle \mathrm {R_{AldrichNelson}^{2}} \in [0,1)}
Aldrich / Nelsons setzt den Likelihood-Quotienten ins Verhältnis, der die Rate von Nullmodell und Alternativmodell bei eingetretenem Ereignis angibt. Es hat eine obere Grenze von weit unter 1.

### Korrelations-basierte Maße

#### Lave / Efrons R2
{\displaystyle \mathrm {R_{Lave}^{2}} =1-{\frac {\displaystyle {\frac {1}{n}}\sum _{i=1}^{n}(Y_{i}-{\hat {P}}_{i})^{2}}{\displaystyle {\frac {1}{n}}\sum _{i=1}^{n}(Y_{i}-{\bar {Y}})^{2}}}}
Lave / Efrons kann man ähnlich dem normalen Bestimmtheitsmaß als Quadrat der Korrelation und als erklärte Variabilität interpretieren. Es werden die quadrierten Residuen aufsummiert, wobei {\displaystyle {\hat {P}}_{i}} eine vom Modell vorhergesagte Wahrscheinlichkeit für {\displaystyle Y_{i}=1} ist, welche die diskrete abhängige Variable in eine stetige überführt (Hinweis: {\displaystyle Y_{i}} kann nur die Werte 0 und 1 annehmen).

### Auf der erklärten Variation basierend

#### McKelvey & Zavoinas R2
{\displaystyle \mathrm {R_{McKelvey}^{2}} ={\frac {{\widehat {\operatorname {Var} }}({\hat {y}}^{*})}{{\widehat {\operatorname {Var} }}({\hat {y}}^{*})+\operatorname {Var} (e)}}}
{\displaystyle \mathrm {R_{McKelvey}^{2}} \in [0,1]}
McKelvey & Zavoinas ist strukturell dem normalen Bestimmtheitsmaß nachempfunden. Es wird die geschätzte erklärte Quadratsumme der Regression mit der geschätzten erklärten und unerklärten Quadratsumme von Regression und Fehler ins Verhältnis gesetzt.

## Vergleichbarkeit
Die Werte der verschiedenen Pseudo-Bestimmtheitsmaße können innerhalb eines Modells stark variieren. Somit können unterschiedliche Maße zwischen verschiedenen Datensätzen nicht miteinander verglichen und unabhängig interpretiert werden. Als beste Approximation hat sich McKelvey & Zavoinas erwiesen; Laves, McFaddens, Nagelkerkes unterschätzen das "wahre" {\displaystyle \mathrm {R^{2}} } einer Kleinste-Quadrate-Schätzung für ein Modell mit latenten Variablen stark.

## Beispiel
Ein Wäscheklammerproduzent möchte seine neuartigen Wäscheklammern auf den Markt bringen und deswegen vorab die Wahrscheinlichkeit eines Kaufes berechnen. Er berät sich mit seinem Geschäftspartner, der ein Statistikprogramm besitzt. Dieser nimmt an, dass der Kauf nur von einem Attribut abhängt, dem Preis {\displaystyle X_{\text{Preis}}}. Der aggregierte Einfluss auf die Kaufentscheidung soll eine lineare Beziehung haben, 
{\displaystyle Z=b_{0}+b_{1}\cdot X_{\text{Preis}}}, auch Logit genannt. Der Wäscheklammerproduzent hingegen glaubt eher, dass die Kaufabsicht vom Preis, der Farbe und der Größe abhängt:{\displaystyle Z=b_{0}+b_{1}\cdot X_{\text{Preis}}+b_{2}\cdot Y_{\text{Farbe}}+b_{3}\cdot W_{\text{Größe}}}.
Mittels Marktforschungsdaten sind die Regressionsparameter {\displaystyle b_{0}}, {\displaystyle b_{1}}, {\displaystyle b_{2}} und {\displaystyle b_{3}} nach der Maximum-Likelihood-Schätzung vom Computer iterativ ermittelt worden. Allerdings fragt sich nun der Wäscheklammerproduzent, welche Modellhypothese die Realität besser wiedergibt und auf welche man weitere Überlegungen stützen sollte. Zur Einschätzung der Anpassungsgüte der angenommenen Modelle an die vorhandenen Daten sollen verschiedene Pseudo-Bestimmtheitsmaße benutzt werden. Diese lassen sich die beiden Geschäftspartner vom Statistikprogramm ausgeben.
| {\displaystyle {\text{Pseudo-R}}^{2}} |                                        |                                                    |
| Maße der Anpassungsgüte               | Modell 1 ({\displaystyle b_{0},b_{1}}) | Modell 2 ({\displaystyle b_{0},b_{1},b_{2},b_{3}}) |
| McFadden R2                           | 0,307                                  | 0,445                                              |
| McFadden Adj R2                       | 0,273                                  | 0,389                                              |
| Cragg-Uhler (Nagelkerke) R2           | 0,436                                  | 0,578                                              |
| McKelvey & Zavoina R2                 | 0,519                                  | 0,643                                              |
| Efron / Lave R2                       | 0,330                                  | 0,472                                              |

Da die Pseudo-Bestimmtheitsmaße für Modell 2 durchweg höher sind, d. h., dass dieses Modell die Marktforschungsdaten besser abbildet, entscheidet man sich für dieses und schätzt damit die Kaufwahrscheinlichkeit bzw. den möglichen Marktanteil.